# Radulphius pintodarochai
Radulphius pintodarochai là một loài nhện trong họ Miturgidae.
Loài này thuộc chi Radulphius. Radulphius pintodarochai được miêu tả năm 1995 bởi Bonaldo & Buckup.